# ناتاليا كارفاغال
ناتاليا كارفاغال (بالإسبانية: Natalia Carvajal Sánchez)‏ هي عارضة كوستاريكية، ولدت في 14 سبتمبر 1990 في سان خوسيه في كوستاريكا.